# Parque Los Aviadores
Parque Los Aviadores  es un centro comercial de escala metropolitana, ubicado en el sector de Palo Negro, Municipio Libertador, dentro del área metropolitana de Maracay, Estado Aragua, al centro norte del país sudamericano de Venezuela. Abrió sus puertas el 14 de julio de 2012 con más de 165.000 m² de área comercial y 203.000 m² de construcción, convirtiéndose desde el momento de su apertura en el centro comercial más grande de Venezuela, segundo de Sudamérica y el tercero de América después del Plaza Las Américas de San Juan y el Leste Aricanduva de São Paulo.
El proyecto fue desarrollado, construido y actualmente operado por el Grupo Sigo S. A.. El grupo Sigo es originario del estado Nueva Esparta, quienes además poseen la red Sigo que incluye supermercados, hipermercados, minimercados, homemarkets, bodegones, tiendas de electrónica y farmacias bajo el mismo nombre. Es un centro comercial hermano del Parque Costazul en la Isla de Margarita y el Parque Cerro Verde de Caracas.
Actualmente en las instalaciones de Parque Los Aviadores funcionan 10 salas de cine por la operadora SuperCines, la Feria de Comida (casi en su totalidad), cuenta con una panadería muy completa llamada El Piloto, la tienda ancla LC Waikiki, Macuto, Locatel, Mr Price, Mundo Total, Blumer Center y otras tiendas internacionales como la  Adidas, Nike, Clarks, Converse y Victoria Secret y se espera la continua apertura del resto de las tiendas en los próximos meses. Asimismo, contará con el Hipermercado Sigo HiperMarket que constituye las anclas de Bodegón, Electrónica, SuperMarket, Farmacia y HomeMarket, todo en un solo lugar.
En el ámbito financiero se encuentran los bancos: Banesco, BBVA Provincial, Banco Activo y Banco Bicentenario.